# Warpath: Jurassic Park
Warpath: Jurassic Park is een computerspel voor de PlayStation. Het vechtspel werd uitgebracht in 1999 en is gebaseerd op de films Jurassic Park en The Lost World: Jurassic Park.

## Ontvangst
| Beoordeeld door       | Datum            | Score |
| --------------------- | ---------------- | ----- |
| Absolute Playstation  | december 1999    | 85%   |
| Jeuxvideo.com         | 4 januari 2000   | 70%   |
| Player One            | december 1999    | 62%   |
| Power Unlimited       | maart 2000       | 52%   |
| GameSpot              | 29 november 1999 | 47%   |
| Consoles Plus         | december 1999    | 45%   |
| The Video Game Critic | 10 december 2007 | 16%   |